# Oranjevoorhoofdkakariki
De oranjevoorhoofdkakariki (Cyanoramphus malherbi) is een vogel uit de familie Psittaculidae (papegaaien van de Oude Wereld). Het is een ernstig bedreigde endemische vogelsoort in Nieuw-Zeeland. Deze vogel is genoemd naar de Franse natuuronderzoeker Alfred Malherbe.

## Kenmerken
De soort is gemiddeld 20 cm lang en lijkt sterk op de geelvoorhoofdkakariki (C. auriceps) en de roodvoorhoofdkakariki (C. novaezelandiae). De vogel is overwegend groen met blauw op de slagpennen. Zoals de naam al aangeeft is het kenmerk een oranje (in plaats van rood of geel) bandje over het voorhoofd; daarachter is de kruin bleekgeel.

## Verspreiding en leefgebied
Deze soort is endemisch op het Zuidereiland (Nieuw-Zeeland). Het leefgebied rond 2010 bestond uit drie valleien op 600 tot 900 m boven de zeespiegel, waar de vogels nog voorkomen aan de rand van Nothofagusbossen. Daar nestelen zij in holle bomen, meestal in holen in levende bomen.

## Status
De oranjevoorhoofdkakariki heeft een zeer klein verspreidingsgebied en daardoor is de kans op uitsterven aanwezig. De grootte van de populatie werd in 2018 door BirdLife International geschat op 50 tot 250 volwassen individuen. Vóór 2000 bestond de populatie uit honderden exemplaren. Kort daarna nam de populatie af van ongeveer 600 naar tussen de 100 en 200 door een plotselinge toename van ratten. Daarna stabiliseerde het aantal. Het broedsucces van deze papegaaiensoort wordt bedreigd door predatie van zowel ratten als hermelijnen (Mustela erminea). Om deze redenen staat deze soort als ernstig bedreigd (kritiek) op de Rode Lijst van de IUCN.